# Guilhermina da Cruz
Guilhermina da Cruz, född 20 januari 1970, är en angolansk friidrottare. Hon deltog vid olympiska sommarspelen 1988 och olympiska sommarspelen 1996.